# 거누
거누(본명: 김건우, 1996년 2월 27일 ~ )는 대한민국의 기타 연주자이자 도마, 문소문의 멤버이다.

## 학력
- 푸른꿈고등학교 (졸업)